# Zaoyang
Zaoyang (棗陽) è una città della provincia di Hubei, in Cina.
In questa città hanno avuto luogo le due principali battaglie della seconda guerra sino-giapponese: la battaglia di Suixian-Zaoyang e la battaglia di Zaoyang-Yichang.